# Curcuma trichosantha
Curcuma trichosantha là một loài thực vật có hoa trong họ Gừng. Loài này được François Gagnepain mô tả khoa học đầu tiên năm 1907. Mẫu định danh: F.J. Harmand s. n. (holotype: MNHN-P-P032681), do François-Jules Harmand (1845-1921) thu thập tháng 9 năm 1877 tại bờ trái sông Mê Kông, ở miền trung Lào trong chuyến thám hiểm sông Mekong giai đoạn 1875-1877. Mẫu vật này ban đầu được Harmand xác định là C. neilgherrensis, và Gagnepain cũng xác định như vậy, do mẫu vật ban đầu để mô tả là thiếu lá, nhưng sau đó từ bộ sưu tập mẫu cây của Pierre thì người ta tìm thấy lá của nó và vì thế nó được xác định không phải là C. neilgherrensis mà là một loài mới khác biệt.

## Phân bố
Nó là loài bản địa của Lào, Thái Lan, Việt Nam.

## Mô tả
Thực vật thân thảo cao 40-50 cm. Lá trưởng thành 25 × 5 cm, hình mác hoặc thuôn dài, nhọn thon ngắn, hai mặt nhẵn nhụi, xám xanh, rắn chắc, xuất hiện sau khi nở hoa; cuống lá 0; lưỡi bẹ teo đi hoặc không rõ nét; bẹ nhẵn nhụi, mép có lông. Cán hoa từ thân rễ, dài 6-8 cm, bẹ không lá bao quanh, nhẵn nhụi. Cành hoa bông thóc hình trụ, dài 5-10 cm, đường kính 3-4 cm; lá bắc sinh sản dài 2,5-3 cm, nhạt màu, hình mác-thuôn dài, nhọn thon đến tù rộng, đỉnh có rãnh, uốn ngược; lá bắc vô sinh màu trắng hoặc vàng, lớn hơn nhưng hẹp hơn lá bắc sinh sản. Đài hoa dài 8 mm, hình ống, tỏa rộng dần về phía đỉnh, 3 răng hình tam giác tù, đỉnh có lông rung. Ống tràng thò ra; các thùy dài 8 mm, thuôn dài, tù, lõm, thùy lưng 2 lần lớn hơn. Bao phấn thẳng; mô liên kết uốn nếp, đỉnh khía răng cưa, tại đáy các ngăn tạo thành phiến nhọn hình tam giác. Chỉ nhị thu nhỏ dần về phía đỉnh, phần đáy bên trong nhiều lông. Nhị lép bên thuôn dài-tù, dài bằng cánh môi, bên trong phần đáy nhiều lông. Cánh môi hình elip rộng hoặc gần tròn, đường kính 6-8 mm, nhiều lông như nhị lép và chỉ nhị. Bầu nhụy rậm lông; vòi nhụy nhẵn nhụi; đầu nhụy có lông rung; nhụy lép có vuốt, đỉnh có lông nhỏ mịn.
Nó khác với C. neilgherrensis ở chỗ lá không cuống; lá bắc ngắn hơn khoảng 33%; lá bắc vô sinh màu ánh trắng hay ánh vàng, không có màu giống màu thịt và sẫm màu. Nó là tương tự như C. angustifolia ở chỗ bên trong ống tràng có lông, nhưng khác ở chỗ các lá không cuống của nó ngắn hơn, khi so sánh tỷ lệ dài rộng; lá bắc khoảng 33% dài hơn, lá bắc vô sinh không có màu tía; đài hoa nhẵn nhụi; cánh môi chỉ hơi có khía răng cưa hoặc không.